# Bicula
Bicula ou Byculla (em marata: भायखळा) é um bairro da cidade indiana de Bombaim.
Durante o final do século XVIII, Bicula tornou-se uma extensão da vizinha Mazagão (Mazagaon), situada a sul/sudeste, uma das sete ilhas sobre as quais está construída Bombaim. A área era então formada por terrenos baixos e planos, que eram inundados durante a maré alta através da "Grande Brecha" em Mahalaxmi. Esta abertura para o mar foi fechada pelo projeto Hornby Vellard em 1784. Esse projeto juntou as sete ilhas de Bombaim para formarem uma só ilha. A seguir, em 1793, foi construída a causeway (aterro) da Bellasis Road. A área passou então a ter residências de europeus que se mudaram de Mazagão. O famoso Byculla Club abriu em 1833.
A estação ferroviária de Bicula foi inaugurada em abril de 1853 e o edifício atual data de 1857, sendo a estação mais antiga da Índia. Na mesma época começaram a ser instaladas na área, até então exclusivamente residencial, muitas fábricas de têxteis. A maior parte dessas fábricas já fechou, mas ainda existem algumas, que correm risco de também fecharem.